# Drymeia hamata
Drymeia hamata är en tvåvingeart som först beskrevs av Fallen 1823.  Drymeia hamata ingår i släktet Drymeia och familjen husflugor. Arten är reproducerande i Sverige. Inga underarter finns listade i Catalogue of Life.